# Victor Ejdsell
Victor Ejdsell, född 6 juni 1995 i Hagfors i Värmlands län, är en svensk ishockeyspelare som spelar för SC Bern i Nationalliga A.

## Spelarkarriär

### Sverige

#### Viking HC
Victor Ejdsell är född och uppvuxen i Hagfors och började i tidiga år spela ishockey för moderklubben IK Viking, nuvarande Viking HC. Redan som 13-åring fick Ejdsell prova på spel i klubbens A-lag för första gången. Han fick även vara och representera Värmland i TV-pucken 2010. 
Säsongen 2011-12 blev Ejdsell ordinarie i klubbens A-lag som då spelade i division 3 och imponerade med 50 poäng på 16 matcher.

#### Sunne IK
Efter säsongen 2011-12 blev flera klubbar intresserade av Ejdsell och 11 september 2012 bestämde sig han för att gå till Sunne IK, som då spelade i division 2. Han gjorde även här en imponerade säsong och stod för 23 mål och 59 poäng på 32 matcher för Sunne.

#### Färjestad BK
Efter ett antal fina säsonger i både division 2 och 3 blev så småningom Färjestad J20 intresserade av Ejdsell. Den 24 april 2013 stod det klart att Ejdsell var klar för Färjestad J20 SuperElit.
Efter två starka säsonger med J20-laget blev det aktuellt för Ejdsell att få spela med Färjestad BK och den 4 oktober 2014 gjorde Ejdsell sin första match och gjorde även sitt första SHL-mål i karriären i samma match när laget förlorade med 1-4 på hemmaplan mot Linköping HC. Totalt fick Ejdsell spela 12 matcher säsongen 2014-15 för Färjestad.
Den 24 februari 2015 skrev han på ett ettårskontrakt med Färjestad BK. Säsongen 2015–16 fick han spela totalt 9 SHL-matcher men lånades ut till Timrå IK i Hockeyallsvenskan den största delen av säsongen.

#### BIK Karlskoga
Efter att tackat nej till det nya kontraktsförslaget från Färjestad BK skrev Ejdsell på ett ettårskontrakt med BIK Karlskoga i Hockeyallsvenskan. Han vann poängligan i Hockeyallsvenskan säsongen 2016-17. 

#### HV71
Den 10 maj 2017 skrev Ejdsell på ett tvåårskontrakt med SHL-klubben HV71, men kontraktet terminerades när han skrev på för Nashville Predators i NHL. Han spelade sedan som utlånad till HV71 hela säsongen 2017/2018.

### NHL

#### Nashville Predators
När Ejdsell vann poängligan i Hockeyallsvenskan med BIK Karlskoga uppmärksammades det av Nashville Predators i NHL som belönade honom med ett NHL-kontrakt. När han skrev på sitt treåriga entry-level-kontrakt med Predators innebar det att hans tidigare skrivna kontrakt med HV71 revs upp och han lånades istället ut till HV71.

#### Chicago Blackhawks
På trade deadline den 26 februari 2018 tradade Nashville hans NHL-rättigheter, tillsammans med ett draftval i första rundan och ett draftval i fjärde rundan 2018, till Chicago Blackhawks i utbyte mot Ryan Hartman och ett draftval i femte rundan 2018. Hos Chicago Blackhawks fick Ejdsell göra NHL-debut under våren 2018. Totalt fick han chansen att spela 6 NHL-matcher, med en assistpoäng som resultat. Han tillbringade hela säsongen 2018/2019 i farmarlaget Rockford IceHogs i AHL, där han stod för 29 poäng på 61 matcher.

## Statistik

### Klubbkarriär
| 2008–09    | Viking HC J18      | J18 Div 1  | 2   | 1  | 1  | 2   | 0   | —  | —  | — | —  | —  |
| 2010–11    | Viking HC J18      | J18 Div 1  | 4   | 5  | 5  | 10  | 4   | —  | —  | — | —  | —  |
| 2010–11    | Viking HC          | Div 2      | 24  | 7  | 3  | 10  | 8   | —  | —  | — | —  | —  |
| 2011–12    | Viking HC J18      | J18 Div 1  | 11  | 19 | 22 | 41  | 8   | —  | —  | — | —  | —  |
| 2011–12    | Viking HC          | Div 3      | 16  | 28 | 22 | 50  | 8   | 3  | 2  | 4 | 6  | 2  |
| 2012–13    | Viking HC          | Div 3      | 13  | 17 | 17 | 34  | 8   | —  | —  | — | —  | —  |
| 2012–13    | Sunne IK           | Div 2      | 32  | 23 | 36 | 59  | 18  | 2  | 1  | 2 | 3  | 4  |
| 2013–14    | Färjestad J20      | SuperElit  | 37  | 17 | 11 | 28  | 36  | 6  | 2  | 2 | 4  | 2  |
| 2014–15    | Färjestad J20      | SuperElit  | 37  | 18 | 21 | 39  | 30  | 6  | 2  | 3 | 5  | 8  |
| 2014–15    | Färjestad BK       | SHL        | 12  | 1  | 0  | 1   | 0   | —  | —  | — | —  | —  |
| 2015–16    | Färjestad BK J20   | SuperElit  | 8   | 5  | 9  | 14  | 4   | —  | —  | — | —  | —  |
| 2015–16    | Färjestad BK       | SHL        | 9   | 1  | 0  | 1   | 0   | 2  | 0  | 0 | 0  | 0  |
| 2015–16    | Timrå IK           | HA         | 20  | 4  | 8  | 12  | 6   | 5  | 0  | 1 | 1  | 6  |
| 2016–17    | BIK Karlskoga      | HA         | 50  | 25 | 32 | 57  | 34  | 10 | 4  | 3 | 7  | 8  |
| 2017–18    | HV71               | SHL        | 50  | 20 | 14 | 34  | 32  | 2  | 0  | 0 | 0  | 2  |
| 2017–18    | Rockford IceHogs   | AHL        | 5   | 0  | 1  | 1   | 0   | 13 | 7  | 5 | 12 | 2  |
| 2017–18    | Chicago Blackhawks | NHL        | 6   | 0  | 1  | 1   | 2   | —  | —  | — | —  | —  |
| 2018–19    | Rockford IceHogs   | AHL        | 61  | 12 | 17 | 29  | 24  | —  | —  | — | —  | —  |
| 2019–20    | Färjestad BK       | SHL        | 45  | 17 | 14 | 31  | 20  | —  | —  | — | —  | —  |
| 2020–21    | Färjestad BK       | SHL        | 52  | 14 | 23 | 37  | 28  | 6  | 1  | 1 | 2  | 4  |
| 2021–22    | Färjestad BK       | SHL        | 48  | 8  | 9  | 17  | 45  | 19 | 8  | 6 | 14 | 16 |
| 2022–23    | Färjestad BK       | SHL        | 46  | 13 | 17 | 30  | 57  | 6  | 1  | 1 | 2  | 0  |
| SHL totalt | SHL totalt         | SHL totalt | 262 | 74 | 77 | 151 | 182 | 35 | 10 | 8 | 18 | 22 |
| NHL totalt | NHL totalt         | NHL totalt | 6   | 0  | 1  | 1   | 2   | —  | —  | — | —  | —  |